# Dominic Reiter
Dominic Reiter (* 10. April 1995 in Traunstein) ist ein ehemaliger deutscher Biathlet.
Dominic Reiter startete 2016 bei den Biathlon-Juniorenweltmeisterschaften in Cheile Grădiștei zum ersten Mal bei internationalen Rennen. Er wurde im Einzel Vierter und erreichte im Sprint den siebten Platz. Auch in der Verfolgung erreichte mit dem neunten Platz eine Top-Ten-Platzierung. Im Staffelrennen errang er mit Marco Groß, Lars-Erik-Weick und David Zobel die Silbermedaille. Bei den Junioren-Europameisterschaften in Pokljuka erreichte Reiter im Einzel einen vierten Platz und gewann im Sprint die Silbermedaille. Die Verfolgung beendete er auf Rang neun. Zudem gewann er die Gesamt- und die Sprintwertung der ersten Ausgabe des IBU-Junior-Cups.
Sein erstes Rennen im IBU-Cup bestritt Reiter in der Saison 2016/17. Bei Sprint in Martell erreichte er trotz dreier Schießfehler den zehnten Rang. Die erste Podiumsplatzierung folgte kurze Zeit später im estnischen Otepää, als er gemeinsam mit Anna Weidel die Single-Mixedstaffel auf dritten Rang beendete.
In den folgenden Jahren wurde Reiter in unregelmäßigen Abständen im IBU-Cup eingesetzt und stand dabei im Dezember 2018 in Idre mit Platz zwei im Sprint einmal auf dem Podest. Im selben Jahr hatte er im Herbst bei den Deutschen Meisterschaften eine Bronzemedaille im Sprint gewonnen.
Nachdem er aus gesundheitlichen Gründen in der Saison 2019/20 keine Rennen bestritten hatte, beendete Dominic Reiter im Sommer 2020 seine Karriere als Leistungssportler.